# Boby-Księże
Boby-Księże – wieś w Polsce położona w województwie lubelskim, w powiecie kraśnickim, w gminie Urzędów.
W latach 1975–1998 miejscowość administracyjnie należała do ówczesnego województwa lubelskiego.
Wieś stanowi sołectwo gminy Urzędów.

## Historia
Wieś notowana w roku 1413. W wieku XV własność rodu Bobowskich, w wieku XVI Moniaczkowskich. W roku 1531-3 odnotowano pobór z części Jana Moniaczkowskiego 3/4 łana – jest to późniejsza wieś Boby Mniejsze alias Moniaczki
Według Słownika geograficznego Królestwa Polskiego z roku 1880 Boby stanowiły wieś i folwark w powiecie janowskim, gminie Dzierzkowice, parafii Boby, oddalone 10 wiorst na południowy zachód od Urzędowa. Wieś położona w dolinie śród wzgórz; posiada kościół parafialny drewniany. Parafia Boby dekanatu janowskiego liczyła 2958 dusz.